# جيمس كوبر
جيمس كوبر (بالإنجليزية: James Cooper)‏ هو ضابط ومحامي وسياسي أمريكي، ولد في 8 مايو 1810 في مقاطعة فريدريك في الولايات المتحدة، وتوفي في 28 مارس 1863 في كولومبوس في الولايات المتحدة. حزبياً، نشط في حزب اليمين. وقد انتخب List of speakers of the Pennsylvania House of Representatives ‏ وانتخب عضو مجلس النواب الأمريكي وانتخب عضو مجلس الشيوخ الأمريكي.